# Langiet
Het mineraal langiet is een secundair gehydrateerd koper-sulfaat, met de chemische formule Cu3[(OH)4SO4] · H2O. Langietkristallen zijn meestal appelblauwzeegroen en bezitten een monokliene structuur. Ze komen meestal voor op een matrix als korrelige, pseudogranulaire eenheden. Langiet is de dimorfe vorm van wroewolfeiet. Het is zowel qua uitzicht, structuur als chemische samenstelling zeer vergelijkbaar met posnjakiet.
Het mineraal is noch magnetisch, noch radioactief.

## Naamgeving en ontdekking
Langiet is genoemd naar de Oostenrijkse fysicus en kristallograaf Victor von Lang van de Universiteit van Wenen. Het werd in 1864 ontdekt in Tywardreath (Cornwall, Engeland).

## Ontstaan en herkomst
Langiet ontstaat door de oxidatie van kopersulfiden en wordt dan ook gevonden in gesteenten die rijk zijn aan koper en zwavel. Soms worden er pseudohexagonale tweelingen gevormd.
Het mineraal wordt op enkele plaatsen ter wereld gevonden:
- Cornwall (typelocatie)
- Špania Dolina (Slowakije)
- De Ward Mine in Nevada (Verenigde Staten)
- Mollau (Frankrijk)
- Eschbach (Oostenrijk)
- Hagendorf (Duitsland)